# S/2003 J 2
S/2003 J 2 – najbardziej zewnętrzny znany księżyc Jowisza. Został odkryty w roku 2003 przez grupę astronomów z Uniwersytetu Hawajskiego, kierowaną przez Scotta Shepparda.
Średnica wynosi około 2 km, okrąża Jowisza w średniej odległości 28 347 000 km w ciągu około 980 dni. Jego orbita ma nachylenie 157,3° do ekliptyki i mimośród 0,41. Satelita ten nie należy do żadnej z grup księżyców nieregularnych Jowisza. Najprawdopodobniej obiekt ten został przechwycony w przeszłości przez grawitację Jowisza.
Od momentu odkrycia w 2003, księżyc ten nie został ponownie zaobserwowany aż do 2020. W tym czasie był uznawany za zagubionego. Odnalezienia satelity dokonał Scott Sheppard oraz niezależnie astronom amator o imieniu Kai Ly. Odnalezienie zostało ogłoszone przez Minor Planet Center 26 stycznia 2021.